# 91 (număr)
91 (nouăzeci și unu) este numărul natural care urmează după 90 și este urmat de 92.

## În matematică
- 91 este al 31-lea număr semiprim[1][2] și al 27-lea semiprim distinct.[3] În afară de el însuși și 1, are 2 divizori (7 și 13). Este a doilea semiprim de forma (7.q).
- Este un număr fericit.[4][5]
- Este un număr triunghiular.[6]
- Este un număr hexagonal.[7], dar și un număr centrat hexagonal.[8]
- Este un număr centrat nonagonal.[9]
- Este un număr centrat cubic.[10]
- Este un număr piramidal pătratic, întrucât este suma pătratelor primelor șase numere naturale nenule:[11] 91 = 12 + 22 + 32 + 42 + 52 + 62.
- Este cel mai mic număr întreg pozitiv care poate fi exprimat ca suma a două cuburi în două moduri, dacă se acceptă utilizarea numerelor negative (sau alternativ, este suma a două cuburi și diferența a două cuburi): 91 = 63 + (−5)3 = 43 + 33. Cu alte cuvinte, este un număr cabtaxi.
- Este cel mai mic număr întreg pozitiv care poate fi exprimat ca suma a șase pătrate distincte. Suma este 91 = 12 + 22 + 32 + 42 + 52 + 62, iar singurele metode în care mai poate fi scris ca sumă de pătrate este 91 = 12 + 42 + 52 + 72 și 91 = 12 + 32 + 92.
- Este cel mai mic număr pseudoprim care satisface congruența 3n ≡ 3 mod n.[12]
- Este un număr repdigit în baza de numerație 9 (1119).
- Este un număr palindromic în bazele de numerație 3 (101013), 9 (1119) și 12 (7712).
- Are suma alicotă 21 (= 1 + 7 + 13) care apare în seria alicotă (91,21,11,1,0).

## În știință
- Este numărul atomic al protactiniului.[13]

### Astronomie
- NGC 91 este o stea  din constelația Andromeda.
- Messier 91 este o galaxie spirală barată din constelația Părul Berenicei.
- 91 Aegina este un asteroid din centura principală.

## În alte domenii
Nouăzeci și unu se mai poate referi la:
- Codul pentru departamentul francez Essonne.
- Prefixul telefonic internațional al Indiei (+91).[14]
- Ninety One (91), o formație cazacă.